# داستان‌های علمی-اجتماعی
داستان‌های علمی و اجتماعی (به انگلیسی: Social science fiction) یکی از ژانرهای علمی–تخیلی است، که معمولاً (اما نه لزوماً) بیشتر به داستان‌های علمی-تخیلی نرم، که کمتر به فناوری و اپرای فضایی بلکه بیشتر به گمانه زنی در مورد جامعه می‌پردازد. به عبارت دیگر، «انسان‌شناسی را جذب می‌کند و از آن بحث می‌کند» و دربارهٔ رفتار و تعاملات انسان‌ها حدس می‌زند.